# Journal of Adolescent Health
Das Journal of Adolescent Health, abgekürzt J. Adolesc. Health, ist eine wissenschaftliche Fachzeitschrift, die vom Elsevier-Verlag veröffentlicht wird. Die Zeitschrift wurde 1980 unter dem Namen Journal of Adolescent Health Care gegründet und erhielt den derzeitigen Namen im Jahr 1991. Sie ist ein offizielles Publikationsorgan der Society for Adolescent Health and Medicine und erscheint mit zwölf Ausgaben im Jahr. Es werden Arbeiten veröffentlicht, die sich mit den gesundheitlichen Fragen von Heranwachsenden beschäftigen.
Der Impact Factor lag im Jahr 2014 bei 3,612. Nach der Statistik des ISI Web of Knowledge wird das Journal mit diesem Impact Factor in der Kategorie Pädiatrie an siebenter Stelle von 119 Zeitschriften und in der Kategorie Public Health, Umwelt- und Arbeitsmedizin an 19. Stelle von 162 Zeitschriften geführt.